# Tem thư

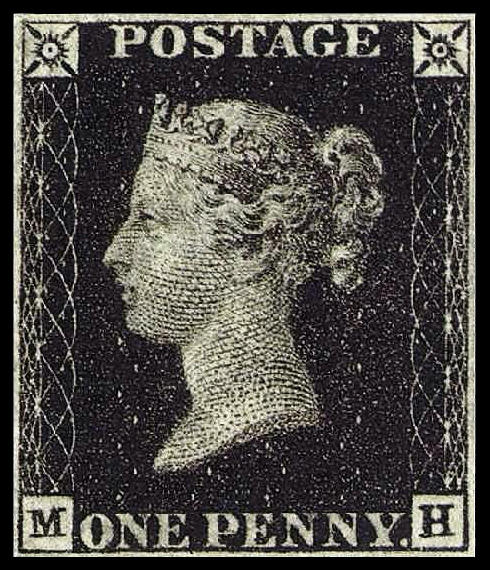
Penny Black, con tem thư đầu tiên của nhân loại.

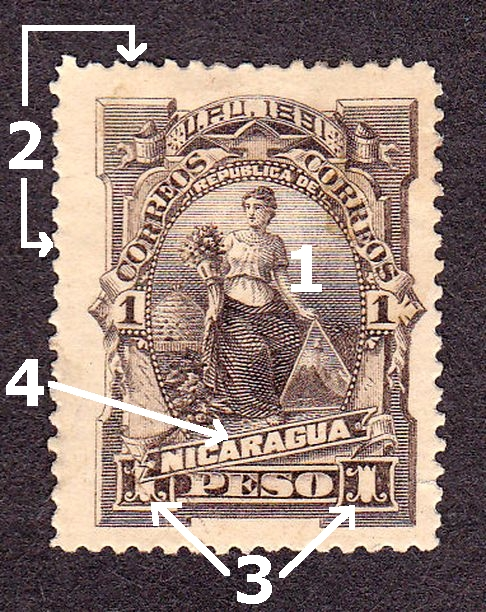
Các thành phần chính của tem:
1. Hình ảnh
2. Răng cưa, là dấu vết của việc tem được đục lỗ khi sản xuất để dễ tách rời
3. Mệnh giá
4. Tên quốc gia

Tem thư hay tem bưu chính, cũng còn gọi là bưu hoa là một mẩu giấy nhỏ do một cơ quan công quyền đảm nhiệm việc thư từ tức bưu chính, hoặc những đại lý có thẩm quyền thanh toán cước phí cùng những chi phí liên quan đến việc di chuyển, bảo hiểm và đăng ký gửi bưu phẩm. Khi đã dán tem thì đó được coi như là một chứng từ của bưu điện để giao đến địa chỉ do người gửi ấn định. Bưu phẩm này sau đó được xử lý bởi hệ thống bưu chính, trong đó dấu bưu điện cho biết ngày và điểm xuất phát của món hàng. Dấu bưu điện được đóng đè lên con tem coi như hủy bỏ hiệu lực của con tem; tiếng Việt gọi là con tem "chết", khác với tem "sống" còn dùng gửi hàng được.
Trên tem luôn có tên của quốc gia phát hành (ngoại trừ Vương quốc Anh), tên gọi của giá trị và thường là hình minh họa về con người, sự kiện, tổ chức hoặc thực tế tự nhiên tượng trưng cho truyền thống và giá trị của quốc gia, và mỗi con tem được in trên một mảnh thường hình chữ nhật, nhưng đôi khi hình tam giác hoặc giấy có hình dạng tùy chỉnh đặc biệt có mặt sau được tráng bằng hồ dính hoặc hồ tự dính.
Bởi vì các chính phủ phát hành tem có mệnh giá khác nhau với số lượng không đồng đều và thường xuyên ngừng một số loại tem và giới thiệu những loại tem mới thay thế, và vì minh họa trên tem và sự liên kết của tem với thực tế xã hội và chính trị của thời điểm phát hành, những con tem thường được nhà sưu tập tem đánh giá cao về vẻ đẹp và ý nghĩa lịch sử của chúng. Các nghiên cứu về lịch sử của tem và hệ thống gửi thư được gọi là tem học. Bởi vì các nhà sưu tập thường mua tem từ một cơ quan phát hành mà không có ý định sử dụng chúng cho mục đích bưu chính, doanh thu từ các giao dịch mua và thanh toán tem đó có thể khiến chúng trở thành một nguồn lợi nhuận ròng cho cơ quan bưu chính. Vào ngày 1 tháng 5 năm 1840, Penny Black, tem bưu chính có khả năng dính đầu tiên, được phát hành tại Vương quốc Anh. Trong vòng ba năm, tem bưu chính đã được giới thiệu ở Thụy Sĩ và Brasil, muộn hơn một chút ở Hoa Kỳ và đến năm 1860, chúng đã có mặt ở 90 quốc gia trên thế giới. Tem bưu chính đầu tiên không cần hiển thị quốc gia phát hành, vì vậy không có tên quốc gia nào được hiển thị trên mặt tem đó. Do đó, Vương quốc Anh vẫn là quốc gia duy nhất trên thế giới bỏ qua tên của mình trên tem bưu chính; hình ảnh của quốc vương nước này biểu thị tem này xuất xứ từ Vương quốc Anh.

## Lịch sử

### Tiền thân của tem thư
Ngay từ năm 1653 người điều hành Bưu điện Paris (Pháp), Jean-Jacques Renouard de Villayer, đã cho ra đời billet de port payé, một mảnh giấy dùng làm cước phí tương tự như tem thư. Vì không có mặt phủ keo nên phải dùng kẹp hay dây để gắn mảnh giấy này vào thư. Không còn một bản nào còn tồn tại cho đến ngày nay.
Ở Anh cũng có những tiền thân tương tự. Hệ thống một giá trả trước bằng một loại tem cho tất cả các thư trong địa phương do William Dockwra và Robert Murray của London Penny Post phát triển từ năm 1680 đã thành công đến mức làm cho Công tước xứ York (Duke of York) phải lo ngại là độc quyền về bưu điện của ông sẽ bị chấm dứt. Do những khiếu nại của công tước nên London Penny Post phải chấm dứt hoạt động của mình chỉ sau 2 năm và được nhập vào General Post Office. Ngày nay một vài con tem hình tam giác (triangular postmark) của London Penny Post vẫn còn trong cơ quan lưu trữ văn thư, ngoài ra người ta tin rằng còn có bốn con tem này do cá nhân sở hữu.
Đầu thế kỷ 19 một số thành phố đã có loại phong bì dùng để gửi thư trong thành phố có thể được xem là tiền thân của loại phong bì đã được in sẵn tem. Ví dụ như tại Sardinia (Ý) năm 1818 đã có một loại giấy của bưu điện có đóng dấu bưu phí trước (carte postale bollata), các bưu thiếp dùng để cho người đọc trả lời kèm theo trong các báo ở Anh vào khoảng năm 1818 cũng đã được trả bưu phí trước. Các tờ thư (letter sheets) phát hành vào năm 1838 tại Sydney (Úc) được xem là bưu phẩm có đính kèm sẵn cước phí (postal stationery) đầu tiên.

### Con tem đầu tiên ra đời
Trước khi có phát minh về tem thư, thật khó khăn để gửi đi một lá thư đến một nơi khác. Vấn đề càng phức tạp hơn khi lá thư phải đi qua nhiều nước. Rowland Hill, một giáo viên người Anh nghĩ ra chiếc tem thư có keo dính mặt sau. Người gửi thư phải trả tiền cho phần đường mà lá thư vượt qua. Người nhận thư không phải trả tiền gì cả vì tiền gửi thư đã được trả trước rồi. Bưu điện Anh chính thức phát hành con tem đầu tiên vào năm 1840. Tem thư trở nên phổ biến tức thì ở Anh. Những quốc gia khác cũng nhanh chóng phát hành tem thư cho nước mình. Tuy vậy, vẫn còn có nhiều vấn đề về thư từ quốc tế. Một số nước không muốn nhận thư có dán tem của nước khác. Cuối cùng, vào năm 1874, một người Đức đã tổ chức Hệ thống Bưu chính Toàn cầu (UPS), văn phòng được đặt tại Thuỵ Sĩ. Ngày nay, hầu như tất cả các nước trên thế giới là thành viên của tổ chức này. Mỗi nước trong tổ chức UPS đồng ý nhận thư với bưu phí đã được thanh toán ở các nước thành viên khác.
Ý tưởng cơ bản của phát minh tem thư là không thu cước phí từ người nhận nữa mà là từ người gửi. "Hệ thống trả tiền trước" đầu tiên ra đời. Ngoài ra, đi cùng với phát minh tem thư là việc đơn giản hóa và giảm bưu phí vì thế trao đổi thư từ không còn là việc chỉ dành riêng cho giới giàu có nữa.
Ngay từ năm 1836 người Áo Laurenz Koschier tại Laibach đã đề nghị với chính phủ Áo đưa tem thư vào sử dụng để đơn giản hóa hệ thống bưu điện. Người bán sách ở Scotland, James Chalmers, cũng đưa ra một đề nghị tương tự vào năm 1838. Sir Rowland Hill, người được chính phủ Anh giao nhiệm vụ cải tổ hệ thống bưu điện năm 1835, có lẽ đã lãnh nhận đề nghị này và đưa vào chương trình cải tổ của ông. Ông được xem như là người phát minh ra tem thư.

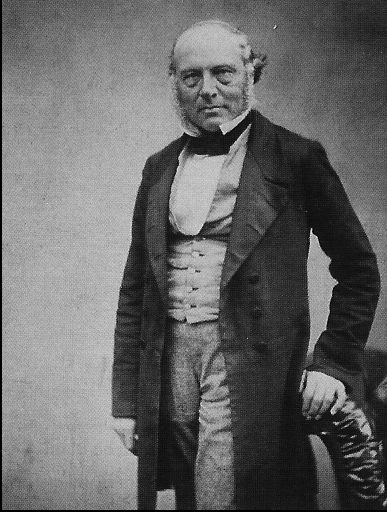
Sir Rowland Hill
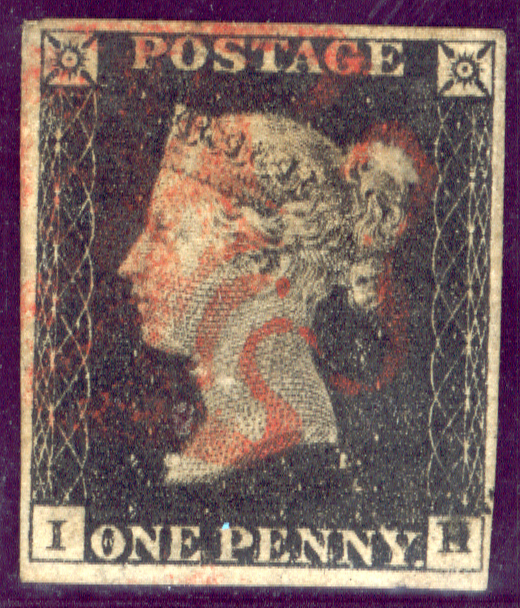
Con tem penny đen nổi tiếng
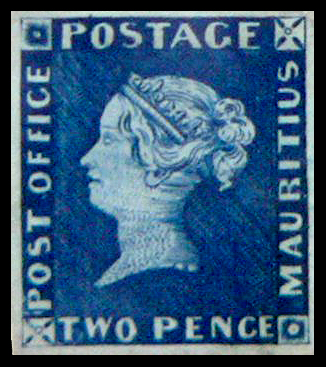
Tem hai xu màu xanh

Rowland Hill cũng chịu trách nhiệm về mẫu mã cho hai con tem đầu tiên. Hằng ngàn bản phác thảo thiết kế được gửi đến đều bị Rowland Hill từ chối. Cuối cùng ông đã lấy bản vẽ của đồng tiền kỷ niệm từ năm 1837: con tem trị giá 1 penny mang chân dung nữ hoàng Victoria I trên nền đen và loại 2 penny trên nền xanh nước biển. Con tem đầu tiên dán bằng keo được phát hành lần đầu tiên vào ngày 6 tháng 5 năm 1840 tại Anh theo đề nghị của Rowland Hill, và con tem màu xanh sau đó hai ngày. Do có trị giá là một penny nên giới sưu tầm tem thư gọi con tem đầu tiên là con tem Penny Đen (Penny Black). Henry Corbald là người đúc bản in cho hai con tem đầu tiên này. Nhà in Perkins, Bacon Petch được giao nhiệm vụ in ấn.

### Tem thư lan truyền rộng rãi

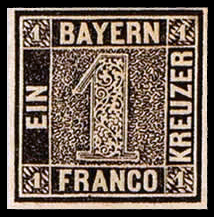
Con tem Số Một Đen

Chỉ một thời gian ngắn sau khi hai con tem đầu tiên của thế giới được phát hành các quốc gia khác đã làm theo. Năm 1841 và 1842 một số tem ở địa phương được phát hành tại Mỹ. Kế tiếp theo đó là các con tem của Brasil và của hai tiểu bang Thụy Sĩ: Zürich và Genf. Con tem Đức đầu tiên là Số Một Đen (Der Schwarzer Eins) được Vương quốc Bayern phát hành ngày 1 tháng 11 năm 1849. Tiếp theo đó là các vương quốc Đức Hannover, Vương quốc Phổ, Sachsen và Schleswig-Holstein vào năm 1850. Con tem đầu tiên của Áo được phát hành vào ngày 1 tháng 6 năm 1850 và cũng có giá trị ở Liechtenstein.
Sau đó không lâu đã xuất hiện các loại tem thư khác ví dụ như con tem đầu tiên dùng để gửi báo ở Áo vào năm 1851. Con tem được phát hành nhân dịp khai mạc tuyến tàu hỏa đầu tiên ở Peru trong tháng 4 năm 1871 được xem là con tem đặc biệt đầu tiên. Thế nhưng không phải tất cả các nhà sử học đều đồng ý với quan điểm này.

### Tem thư trở thành vật được sưu tầm
Đọc bài chính về sưu tầm tem

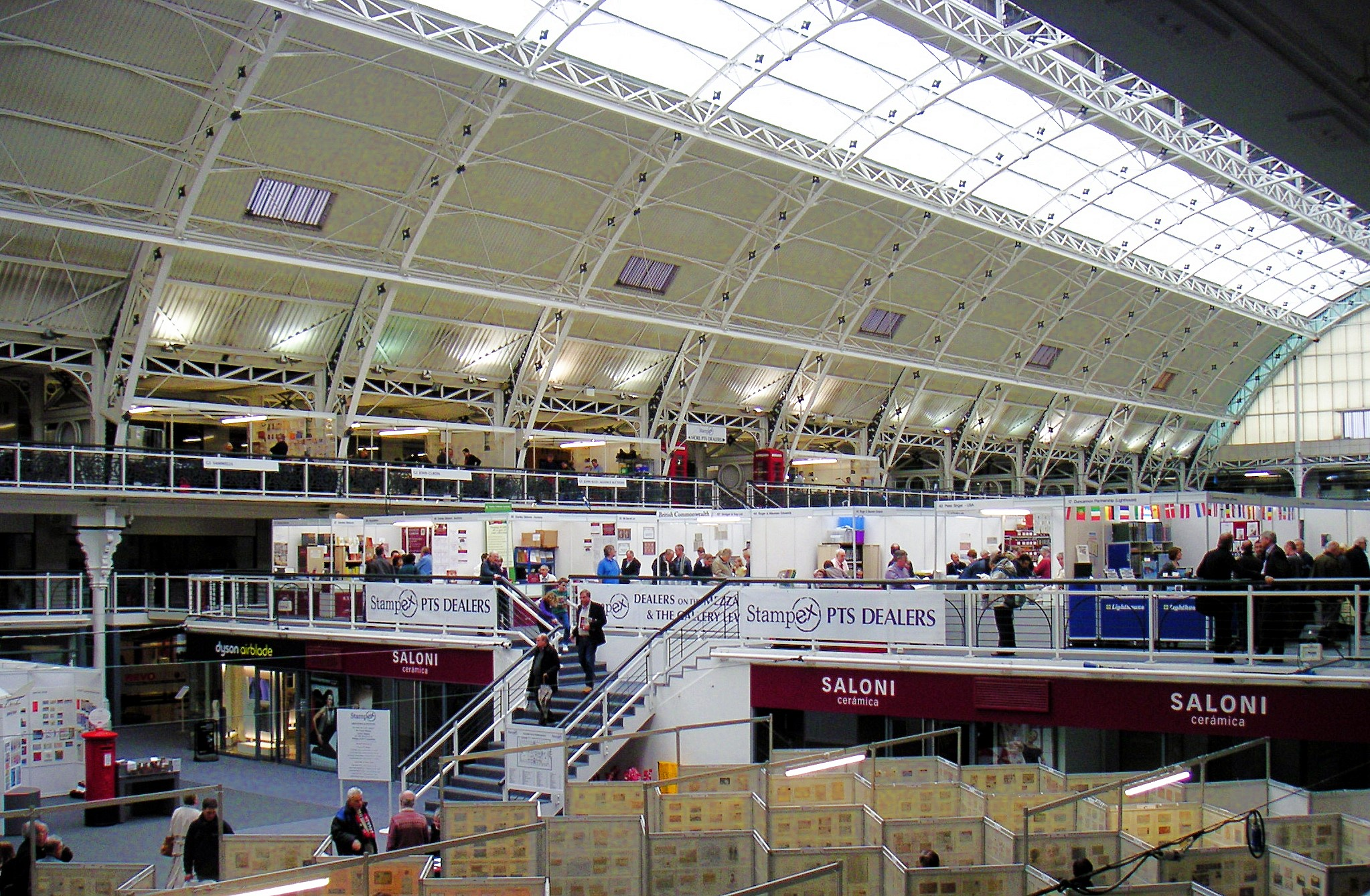
Hội chợ tem thư Stampex tổ chức mỗi năm 2 lần tại Luân Đôn

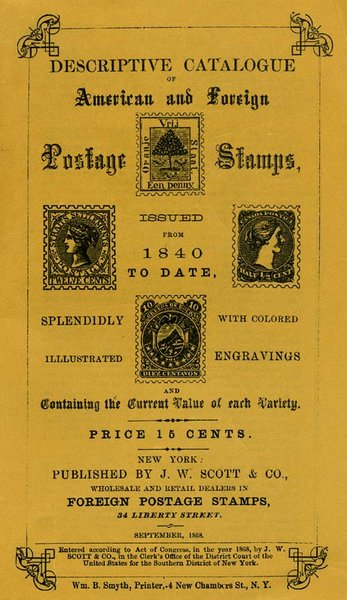
Trang bìa cuốn tổng mục tem Scott năm 1868

Cùng với việc tem thư lan truyền đi rộng rãi khắp thế giới, sưu tập tem cũng trở thành phổ biến. Quyển album sưu tập tem đầu tiên được phát hành vào năm 1860. Ngay năm sau đó tiền thân của cuốn tổng mục tem ngày nay cũng đã ra đời. Năm 1862 là năm tờ báo chuyên về sưu tập tem đầu tiên ra đời. Đấy là tờ The Monthly Advertiser, phát hành lần đầu tiên vào ngày 15 tháng 12 năm 1862 tại xứ sở nơi tem thư ra đời (Anh). Bên cạnh đó các hiệp hội những người sưu tập tem và sự kiện tổ chức đặc biệt dành cho những người chơi tem ra đời ngày càng nhiều. Ngay trong năm 1856 đã có nhiều cuộc gặp gỡ của những người sưu tập tem tại Mỹ. Năm 1866 hội những người sưu tập tem đầu tiên, Excelsior Stamp Association, được thành lập tại Mỹ. Tiếp theo đó là Royal Philatelic Society được thành lập tại Luân Đôn năm 1869.

### Tem thư giả xuất hiện
Đọc bài chính về giả mạo tem thư
Đi kèm theo việc tem thư lan truyền đi nhanh chóng không những chỉ có các hiện tượng tốt. Ngày càng có nhiều người làm giả nhận ra việc giả mạo tem thư sẽ mang lại nhiều lợi tức.
Chỉ một thời gian ngắn sau khi các con tem đầu tiên được đưa vào sử dụng, vào ngày 6 tháng 5 năm 1840, đã xuất hiện tem giả hoàn toàn đầu tiên. Thêm vào đó còn có nhiều hình thức giả mạo một phần các con tem có giá trị trong hệ thống bưu điện, tức là con tem thật chỉ được sửa đổi vài phần để tăng giá trị bưu điện của nó lên. Trong số này ví dụ như là thay đổi màu bằng các phương pháp hóa học hay dùng các thủ thuật thay đổi con số để làm giả một con tem có giá trị cao hơn.
Nhiều lúc người ta dùng các con tem chết (tem đã dùng, có đóng dấu) và bằng phương pháp thủ công cực nhọc để từ 2 (hay nhiều) con tem này làm ra một con tem sống (mới, chưa dùng). Dấu đóng của bưu điện được tẩy xóa đi bằng phương pháp hóa học.

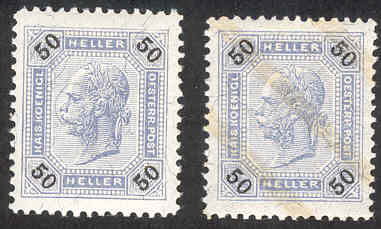
Tem có (bên trái) và không có vạch sơn (bên phải) (1901)

Các cơ quan quản lý bưu điện cũng đã sớm có nhiều biện pháp bảo vệ chống lại việc giả mạo tem thư. Biện pháp bảo vệ lâu đời nhất chống lại việc giả mạo tem thư là hình in chìm trên giấy đã được áp dụng cho các con tem đầu tiên của thế giới theo lời đề nghị của Rowland Hill.
Một số nước sử dụng loại giấy đặc biệt để sản xuất tem. Ở loại giấy này bột giấy được pha thêm sợi tơ lụa thường có nhiều màu mà sau này có thể nhìn thấy trên giấy. Trong một vài đợt phát hành tem người ta đặt kèm vào giấy còn ướt sợi tơ có màu. Biện pháp bảo vệ này được áp dụng trong các đợt phát hành tem của các vương quốc Đức Bayern và Württemberg và ở Thụy Sĩ. Giấy có màu cũng làm cho việc giả mạo khó khăn hơn. Nếu giấy chỉ có màu trên một mặt người ta gọi đó là giấy nhuộm. Biện pháp bảo vệ này được áp dụng ví dụ như cho các con tem đầu tiên của Bayern. Tại Áo tem có thêm một vạch sơn bóng để chống lại việc tẩy xóa dấu bưu điện để sử dụng lại con tem.

### Đỉnh cao của tem thư

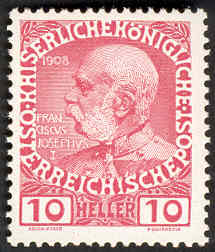
Con tem Áo 10 Heller

Vào khoảng thời gian chuyển tiếp giữa hai thế kỷ, những năm 1900, trước Chiến tranh thế giới thứ nhất, sự lan truyền tem thư đạt đến đỉnh cao. Tàu hỏa liên tục được mở rộng, nhờ vào đấy tem thư đã trở thành phương tiện truyền thông quan trọng nhất. Số lượng mỗi đợt phát hành tăng vọt, ví dụ như hai con tem quan trọng nhất của Áo, tem 5 và 10 Heller của năm 1908 đạt số lượng phát hành mỗi loại trên 3 tỉ. Nhưng các con tem này chỉ được sử dụng trong phần lãnh thổ Áo của Đế quốc Áo-Hung vì Hung phát hành tem riêng của mình từ khi có Hiệp định năm 1867.

### Tem thư làm phương tiện tuyên truyền
Trong Chiến tranh thế giới thứ nhất tem thư bắt đầu được sử dụng như là một phương tiện tuyên truyền. Các quốc gia đang có chiến tranh giả mạo tem thư theo hai cách khác nhau để gây thiệt hại cho đối phương. Ở cách thứ nhất người ta cố gắng giả mạo thật giống tem của đối phương rồi thông qua người trung gian dùng tem giả lợi dụng bưu điện của đối phương gửi đi các vật liệu tuyên truyền. Việc vài cá nhân mua một số lượng lớn tem thư nhất là trong lúc đang có chiến tranh sẽ không giấu diếm được đối phương. Ở loại gọi là giả mạo tuyên truyền, nội dung hay hình ảnh của con tem bị thay đổi đi theo các mục đích tuyên truyền. Ví dụ như sửa dòng chữ "Deutsches Reich" (Đế chế Đức) lại là "Futsches Reich" (Đế chế sụp đổ). Loại giả mạo này phổ biến nhiều nhất là trong Chiến tranh thế giới thứ hai.
Không những chỉ có các kẻ thù của một quốc gia xem tem thư như là một phương tiện tuyên truyền lý tưởng. Một số các quốc gia khác như Đế chế Đức phát xít hay Cộng hoà Dân chủ Nhân dân Triều Tiên và Cộng hoà Dân chủ Đức cũng sử dụng các chủ đề trên tem thư để làm nơi tuyên truyền.

### Kinh doanh tem thư hiện đại
Từ khi máy đóng dấu tem được đưa vào sử dụng trong doanh nghiệp cũng như trong bưu điện, tem được dùng ngày càng ít đi. Nhất là khi điện thoại và thư điện tử phổ biến rộng rãi người dân cũng ngày càng ít khi dùng đến tem thư. Một số nước hầu như chỉ phát hành tem thư dành cho dân sưu tập, vì đó là một nguồn thu ngân sách đáng kể, hơn nữa lại là bằng ngoại tệ.

Con tem của STAMPIT

Tại Đức bắt đầu từ năm 2002 người ta đã có thể in tem từ Internet bằng phần mềm STAMPIT của Bưu điện Đức. Gần đây việc nới lỏng độc quyền vận chuyển thư (của bưu điện nhà nước), một biện pháp trong cải tổ bưu chính, đã cho phép các doanh nghiệp cá nhân có thể tự phát hành tem thư. Năm 2004, Công ty cổ phần PIN ở Berlin (Đức) cho ra đời tem thư mang chủ đề về Abrafaxe, một nhân vật anh hùng trong loạt truyện khôi hài thời Cộng hoà Dân chủ Đức.
Từ năm 2003, Bưu điện Hà Lan và Phần Lan (tại Phần Lan thoạt tiên chỉ dành cho các công ty) đã đưa vào sử dụng loại tem do chính khách hàng tự thiết kế lấy bằng cách có thể in một tấm ảnh, bản vẽ hay biểu trưng trên một khung được quy định trước. Ở Áo ngay từ năm 2003, người ta cũng đã có thể yêu cầu in tem thư riêng của mình với số lượng tối thiểu là 200 con tem.

## Đặc điểm

### Hình dáng

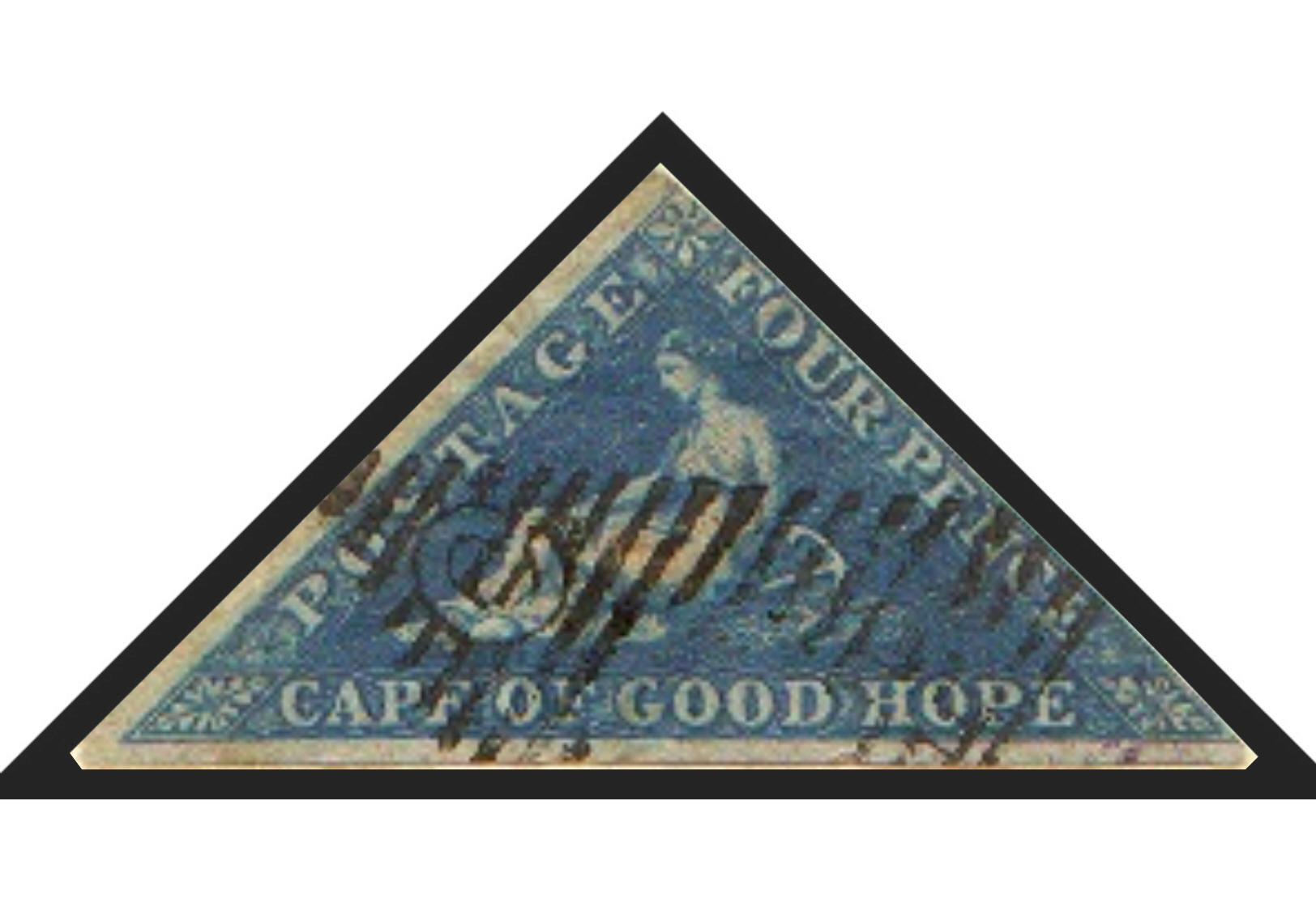
Tem Mũi Hảo Vọng

Tem thường có hình chữ nhật vì hình này cho phép sắp xếp tem trên giấy in tốt nhất. Hình vuông ít có hơn, ngoài ra các tem hình tam giác cũng đã xuất hiện khá sớm, được biết đến nhiều nhất có lẽ là con tem Mũi Hảo Vọng. Trong những thập niên gần đây nhiều quốc gia đã phát hành tem có đủ loại hình dáng khác nhau mà nhiều nhất là hình tròn. Cộng hòa Sierra Leone là quốc gia được nhiều người sưu tập tem biết đến vì hay phát hành tem có những dạng đặc biệt như huy hiệu, trái cây, chim, bản đồ hay hình trái dừa. Bưu chính Pháp đã phát hành nhiều tem hình trái tim; Bưu chính Nga có tem năm mới hình quạt, mỗi tờ tem hình tròn chia làm tám con tem, mới trông như hộp pho mát vậy.

### Răng cưa

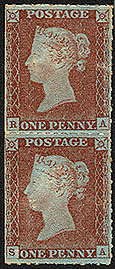
Con tem có răng cưa đầu tiên

Các tem thư đầu tiên không có răng cưa, nhân viên bưu điện phải dùng kéo để cắt rời từng con tem. Người Anh Henry Archer là người đầu tiên tìm cách tốt hơn là dùng kéo để tách rời các con tem. Đầu tiên ông thiết kế một máy đục lỗ dùng dao. Máy này dùng các dao nhỏ đặt cạnh nhau rạch khía có khoảng cách đều giữa những con tem. Các con tem được rạch khía xuất hiện lần đầu tiên vào năm 1848 ở các quầy bưu điện. Thế nhưng Henry Archer vẫn chưa hoàn toàn bằng lòng với chiếc máy của ông. Chẳng bao lâu sau đó ông thay thế các con dao bằng kim đục lỗ. Hệ thống tách rời tem này được các nhân viên bưu điện ủng hộ và sau khi tem có răng cưa được phát hành tại Anh nhiều bưu điện của các quốc gia khác đã áp dụng cải tiến này.

### Nguyên liệu
Nguyên liệu được sử dụng nhiều nhất để in tem là một loại giấy được sản xuất đặc biệt chỉ dùng để in tem. Có loại giấy chứa chất phát quang nhằm để chống giả mạo và để cho các máy đóng dấu tự động nhận ra vị trí của con tem cần đóng dấu trên phong bì. Ngoài ra một số bưu điện còn sử dụng cả gỗ hay vải, ví dụ như Bưu điện Thụy Sĩ đã dùng hai nguyên liệu này phát hành tem chỉ dành riêng bán cho người sưu tập tem. Vương quốc Bhutan, phát hành tem riêng từ năm 1955, còn đưa ra cả tem dưới dạng đĩa hát thật có thể hát được một mặt, có đường kính từ 68 mm đến 100 mm. Cộng hòa Burundi nhân dịp kỷ niệm ngày độc lập lần thứ 3 đã phát hành nhiều loại tem trên vàng được dát mỏng.

### Tem lỗi

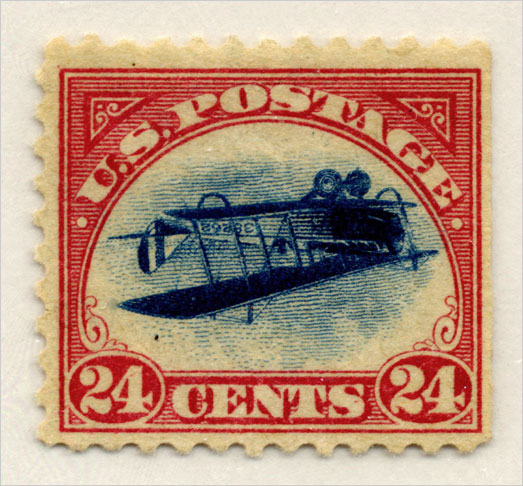
"Jenny in ngược"

Mặc dù được in thử nhiều lần và qua nhiều kiểm tra kỹ lưỡng song vẫn có tem bị in hỏng. Loại tem này thường chỉ được những người sưu tập tem chú ý đến. Nổi tiếng nhất trong loại tem lỗi này là con tem 3 skilling vàng (Gul tre skilling banco) của Thụy Điển, được biết chỉ còn có một con, và con tem Jenny ngược đầu (Inverted Jenny) của Mỹ từ năm 1918.

### Tem in nổi
Loại này hiếm thấy nhưng thay vì in màu thường, con tem được in màu và nổi (người mù có thể sờ thấy các vân nổi của hình in trên con tem.

## Các loại tem thư
Ngoài tem thư được bán và dùng rộng rãi nhiều nước trên thế giới đã hay vẫn còn có một số loại tem đặc biệt.

### Tem công vụ

Một trong những con tem Việt Nam đầu tiên (tem giấy dó) được phát hành năm 1949.

Tem công vụ là loại tem chỉ được các cơ quan hay công sở dùng để gửi bưu phẩm hay bưu kiện mang tính chất công vụ. Vì thế loại tem này không được bán tại các quầy bưu điện.
Con tem công vụ đầu tiên là do Ấn Độ, vào thời gian đó vẫn còn là thuộc địa của Đế quốc Anh, phát hành vào năm 1866. Tại Đức con tem công vụ đầu tiên được phát hành vào năm 1920, sau Chiến tranh thế giới thứ hai bị bãi bỏ. Áo chỉ có tem công vụ trong thời gian bị Đức quốc xã chiếm đóng (từ 1938 đến 1945). Thụy Sĩ phát hành tem công vụ từ 1918 đến 1945, ở Liechtenstein từ năm 1932. Việt Nam phát hành bộ tem sự vụ (công vụ) đầu tiên vào tháng 7 năm 1953 với giá mặt tính bằng Kg thóc.

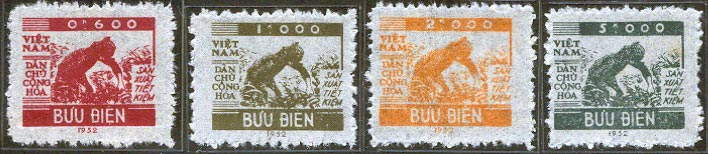
Bộ tem sự vụ (công vụ) đầu tiên của Việt Nam mang tên "Sản xuất, tiết kiệm (bộ 2)".

### Tem máy bay
Tem máy bay chỉ được phép dùng để gửi bưu phẩm bằng đường hàng không. Đa số các quốc gia đều có phát hành tem máy bay vì việc vận chuyển bưu phẩm bằng máy bay vào đầu thế kỷ 20 là một sự kiện đặc biệt.
Đức và Thụy Sĩ phát hành con tem máy bay đầu tiên ngay từ năm 1912. Ở Áo con tem máy bay đầu tiên được phát hành trong Chiến tranh thế giới thứ nhất, vào ngày 10 tháng 3 năm 1918. Việt Nam phát hành bộ tem máy bay đầu tiên vào ngày 8 tháng 3 năm 1952.
|  |  |

Phần lớn các quốc gia ở châu Âu đều bãi bỏ loại tem này sau Chiến tranh thế giới thứ hai. Các con tem bình thường từ đấy được phép dùng để gửi thư bằng đường hàng không.

### Tem phạt
Nhiều nước trên thế giới đã và vẫn đang phát hành tem phạt để thanh toán tiền cho những thư dán không đủ bưu phí. Tem phạt được dán lên thư trước khi đưa đến người nhận và người phát thư sẽ thu lệ phí này.
Ở Áo, các tem phạt được phát hành lần đầu tiên từ năm 1894 và chỉ được bãi bỏ khi đưa đồng Euro vào sử dụng năm 2002. Đức chưa từng phát hành tem phạt. Thụy Sĩ phát hành tem phạt từ năm 1878 nhưng đã ngưng phát hành ngay từ năm 1938. Liechtenstein sử dụng tem phạt của Áo cho đến khi tách ra khỏi hệ thống quản lý bưu điện Áo vào năm 1920. Sau khi độc lập về bưu điện trước tiên Liechtenstein phát hành tem phạt riêng bằng tiền Áo và sau này là tiền Thụy Sĩ cho đến năm 1940 mới chấm dứt. Việt Nam phát hành bộ tem phạt đầu tiên vào ngày 16 tháng 6 năm 1952, cũng gọi là Tem Thiếu Cước.

## Tem sống
Tem sống là loại tem chưa được sử dụng để gửi thư, bưu thiếp,... hay chưa bị hủy bởi cơ quan bưu chính và có giá trị về mặt tài chính và mặt sưu tập rất cao. Tem sống được dùng để thanh toán cước phí bưu chính (dán lên phong bì để gửi thư) nên việc in tem cũng được bảo vệ và kiểm tra cẩn thận giống như tiền giấy.

## Luật lệ

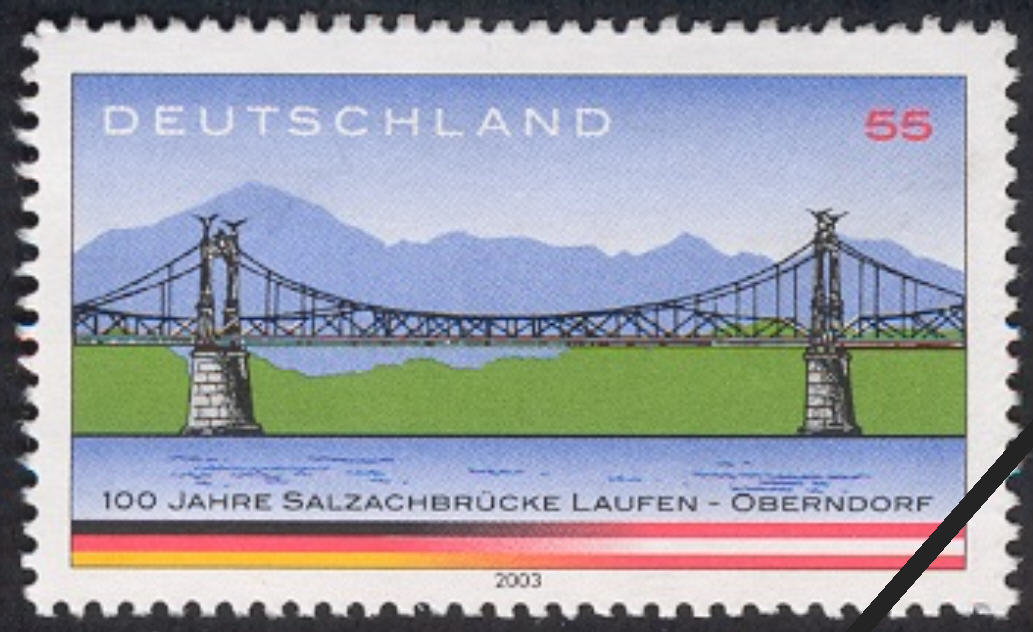
Ảnh chụp lại tem Đức

Bản quyền của tem thư thuộc về cơ quan bưu chính phát hành con tem đó. Mặc dù vậy thường vẫn được phép sao chụp lại. Nhưng nếu không chụp lại cả con tem mà chỉ chụp lại toàn phần hay một phần các hình ảnh thiết kế trên con tem thì vẫn có thể vi phạm bản quyền của người thiết kế.
Việc in hình tem trên sách hay đưa lên trang web được các cơ quan quản lý bưu chính chấp nhận ở nhiều mức độ khác nhau. Nếu như Bưu điện của Quần đảo Faroe cho phép ghi hình lại các tem thư không cần phải thay đổi gì thì việc chụp lại tem thư của Bưu điện Đức chỉ cho phép trong giới hạn nhất định: Các hình chụp lại tem thư phải lớn hơn ít nhất là 25% hay nhỏ hơn ít nhất là 10% so với nguyên bản, hay hình in lại phải có một vạch đen chéo qua góc (phương pháp này được đa số các cơ quan bưu chính trên thế giới công nhận.). Bộ Bưu chính Viễn thông Việt Nam quy định hình in lại tem thư phải có chữ Specimen lên tem hoặc có vạch đen chéo lên giá mặt tem.
Cơ quan Bưu chính Hoa Kỳ (USPS) giữ bản quyền đối với thiết kế tem bưu chính, phong bì có tem, bưu thiếp có tem, phong bì dùng luôn (aerogram), bưu thiếp kỷ niệm và các vật phẩm sưu tập tem khác, phát hành từ ngày 1 tháng 1 năm 1978, nhưng cho phép sử dụng cho mục đích biên tập trong báo, tạp chí, sách, tổng mục tem và album tem.
Hình màu của tem sống phải nhỏ hơn 75% hoặc lớn hơn 150% kích thước con tem. Hình màu của tem chết và hình đen trắng (tem sống hoặc chết) có kích thước tùy ý .

## Những con tem nổi tiếng

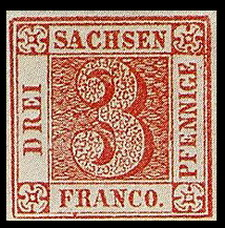
Số Ba Sachsen

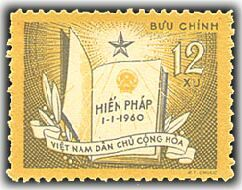
Tem hiến pháp VNDCCH 1960

Tem quốc huy 2006

Trong số những con tem nổi tiếng phải kể đến con tem British Guiana 1c magenta, hiếm nhất trên thế giới và con tem 3 skilling vàng của Thụy Điển, đắt tiền nhất thế giới. Ngoài ra các con tem dưới đây cũng là những con tem nổi tiếng nhất và được ưa chuộng nhất trong giới sưu tập tem:
- Bồ câu Basel (Thụy Sĩ - 1845)
- Jenny ngược đầu (Mỹ - 1918)
- Penny Đen (Anh - 1840)
- Số Một Đen (Bayern - 1849)
- Số Ba Sachsen (Sachsen - 1850)

Xem danh sách những con tem nổi tiếng.